# Beachhandball bei den Südamerikanischen Jugendspielen
Beachhandball ist seit der dritten Austragung der Südamerikanischen Jugendspiele im Jahr 2022 Bestandteil dieser Multisport-Veranstaltung, die als regionale Olympische Jugendspiele anzusehen sind.
An der Veranstaltung nahmen alle Länder teil, die auch zwei Monate zuvor schon bei den Süd- und Mittelamerikanischen Junioren-Beachhandballmeisterschaften am Start waren.

## Mädchen
| 2022 Details | Rosario, Argentinien | U 18 | Argentinien | 2:0 | Brasilien | Uruguay | 2:1 | Paraguay |

### Platzierungen der weiblichen Nationalmannschaften
| Nation         | 2022 |
| -------------- | ---- |
| Argentinien    | 01   |
| Brasilien      | 02   |
| Paraguay       | 04   |
| Uruguay        | 03   |
| Venezuela      | 05   |
| Teilnehmerzahl | 5    |

| Legende | Legende | Legende | Legende                                             |
| ------- | ------- | ------- | --------------------------------------------------- |
| 1       | 2       | 3       | Podest-Platzierungen                                |
| 4       | 4       | 4       | vierter Halbfinalist, wenn es Halbfinals gab        |
| 5 bis 8 | 5 bis 8 | 5 bis 8 | Viertelfinalisten, wenn es Viertelfinals gab        |
| T       | T       | T       | teilgenommen, aber keine Platzierungsspiele         |
| X       | X       | X       | Mannschaft zunächst gemeldet, aber nicht angetreten |

## Jungen
| 2022 Details | Rosario, Argentinien | U 18 | Argentinien | 2:1 | Brasilien | Venezuela | 2:1 | Paraguay |

### Platzierungen der männlichen Nationalmannschaften
| Nation         | 2022 |
| -------------- | ---- |
| Argentinien    | 01   |
| Brasilien      | 02   |
| Ecuador        | 05   |
| Kolumbien      | 07   |
| Paraguay       | 04   |
| Peru           | 06   |
| Venezuela      | 03   |
| Teilnehmerzahl | 7    |

| Legende | Legende | Legende | Legende                                             |
| ------- | ------- | ------- | --------------------------------------------------- |
| 1       | 2       | 3       | Podest-Platzierungen                                |
| 4       | 4       | 4       | vierter Halbfinalist, wenn es Halbfinals gab        |
| 5 bis 8 | 5 bis 8 | 5 bis 8 | Viertelfinalisten, wenn es Viertelfinals gab        |
| T       | T       | T       | teilgenommen, aber keine Platzierungsspiele         |
| X       | X       | X       | Mannschaft zunächst gemeldet, aber nicht angetreten |